# Labahitha ryukyuensis
Espèce
Synonymes
- Tricalamus ryukyuensis Ono, 2013

Labahitha ryukyuensis est une espèce d'araignées aranéomorphes de la famille des Filistatidae.

## Distribution
Cette espèce est endémique d'Okinawa dans l'archipel Nansei au Japon,.

## Description
Le mâle holotype mesure 2,58 mm et la femelle paratype 5,58 mm, les mâles mesurent de 2,52 à 3,27 mm et les femelles de 4,32 à 5,58 mm.

## Systématique et taxinomie
Cette espèce a été décrite sous le protonyme Tricalamus ryukyuensis par Ono en 2013. Elle est placée dans le genre Labahitha par Magalhaes, Berry, Koh et Gray en 2022.

## Étymologie
Son nom d'espèce, composé de ryukyu et du suffixe latin -ensis, « qui vit dans, qui habite », lui a été donné en référence au lieu de sa découverte, l'archipel.

## Publication originale
- Ono, 2013 : « Spiders of the genus Tricalamus (Araneae, Filistatidae) from Japan. » Bulletin of the National Museum of Nature and Science Tokyo, sér. A, vol. 39, no 1, p. 15-20.